# Cantiere navale di Riva Trigoso
Les Cantiere navale di Riva Trigoso sont des chantiers navals italiens, basés à Riva Trigoso, un hameau de la ville de Sestri Levante, dans la province de Gênes, opérant dans le secteur de la construction navale, dont les origines remontent à 1897. 
Le chantier naval Riva Trigoso du groupe Fincantieri est l'un des plus grands et des plus anciens chantiers navals italiens.
Il fonctionne en synergie avec le chantier naval voisin de Muggiano (Cantiere navale del Muggiano), à La Spezia.
De nombreuses unités ont été lancées dans l'usine, d'abord pour la Regia Marina , puis pour la Marina Militare.

## Histoire
Le chantier naval a été fondé le 1er août 1897 par Erasmo Piaggio et mis en place en 1898 par la Società Esercizio Bacini, créée par le même sénateur pour gérer les cales sèches de Gênes avec les Officine Meccaniche annexées.
Erasmo Piaggio était également administrateur délégué de la société Navigazione Generale Italiana, née en 1881 de la fusion des flottes Rubattino et Florio et renforcée par les flottes Raggio et Piaggio. Sous sa direction, cette société gagne du terrain dans le trafic international avec plus de quatre-vingts navires. Piaggio s'est chargé de sa modernisation avec des constructions conçues pour répondre aux exigences de plus en plus élevées de ses clients.
Le plan du chantier naval, créé pour absorber la plupart des commandes de la grande compagnie maritime, prévoyait un grand complexe dans lequel se concentrer et réaliser la construction, l'exploitation et la maintenance. Cependant, le projet n'était pas partagé par les autres membres de l'entreprise, qui s'y sont opposés au nom d'intérêts différents. Finalement, Erasmo Piaggio suit sa propre voie et fonde quelques années plus tard sa propre société, Lloyd Italiano, qui, en s'associant au chantier naval de Riva Trigoso, construira ses navires sous la direction de Piaggio.
Piaggio a confié sa construction à la Società Esercizio Bacini. Les travaux ont commencé le 15 juin 1898 et après quatre mois, les premières plaques ont été préparées. Au mois de février suivant, huit cales étaient en service, équipées d'ateliers et de services techniques et administratifs sur une surface de 30 460 mètres carrés. En septembre suivant, une fonderie de fonte est mise en place, suivie d'une fonderie de bronze.
Dès le début, le chantier naval travaille à pleine capacité avec une moyenne de 400 personnes sur la construction d'un dock flottant en fer pour le port de Gênes, de deux vapeurs postaux de 1 500 tonnes, deux autres de 5229 et 5603 et d'un autre vapeur cargo pour la Navigazione Generale Italiana et deux pour les services mineurs de la Società Italiana di Navigazione.
Entre le début et 1915, 65 navires marchands ont été construits pour la Navigazione, le Lloyd Italiano, la Transatlantica Italiana, la Società dei Servizi Marittimi, ainsi que pour d'autres armateurs. Des navires d'émigrants de la Lloyd's ont également été construits, dont le Principessa Mafalda, considéré comme le meilleur vapeur à passagers de l'époque, navire jumeau du Principessa Jolanda, qui a coulé dans le chantier lors de son lancement en 1907.
En 1914, le Dante Alighieri et le Giuseppe Verdi ont été achevés pour la Transatlantique italienne, et en 1918, l'Esperia a été lancé pour la Société italienne des services maritimes, utilisé pour la ligne Egypt et considéré pendant de nombreuses années comme l'un des navires les plus élégants du monde.
Pendant la Première Guerre mondiale, une petite flottille de pétroliers de différentes tailles a été construite pour la marine.
En 1925, à l'initiative d'Amedeo et de Carlo Piaggio, en accord avec l'amiral Umberto Cagni, alors président du Consortium qui gérait les cales sèches de Gênes et le chantier naval de Riva Trigoso, la gestion du chantier naval de Riva Trigoso et des ateliers mécaniques de Gênes fut séparée du service des docks, qui fut confié à la nouvelle Ente Bacini di Genova. À la suite de cette restructuration, le chantier naval de Riva Trigoso et les ateliers de mécanique de Gênes-Le Grazie ont formé la société Cantieri del Tirreno, le chantier naval de Gênes, utilisé pour la réparation et l'armement des navires, étant lié au chantier naval de Riva Trigoso.
La construction des unités pour les services subventionnés par Florio et l'agrandissement du chantier pour construire des navires militaires et des turbines à vapeur de grande puissance datent de cette période. Du chantier naval sont sortis en 1926 les chasseurs Nembo et Euro, en 1927 le Leone Pancaldo et l'Antonio da Noli, en 1929 le Freccia et le Saetta, en 1932 et 34 le Scirocco et le Libeccio, capable d'atteindre la vitesse de 38 nœuds, le pétrolier Garigliano ; dans les années 1935 à 1937 les torpilleurs Canopo et Cassiopea, capables de 34 nœuds, les destroyers Carabinière et Lancière, capables de 39 nœuds, et les chars Isonzo, Volturno, Tirso et Scrivia.
Pendant la Seconde Guerre mondiale, le chantier naval de Riva Trigoso a été gravement endommagé et le chantier, comme les autres usines du groupe Piaggio, a été reconstruit et agrandi immédiatement après la guerre, en allongeant les cales et en modernisant les grues, pour répondre à la demande de navires toujours plus grands et pour pouvoir adopter les techniques de préfabrication[1].
Le chantier naval de Riva Trigoso a reçu de nombreuses commandes de la marine et, entre les années 1950 et 1960, plusieurs navires de guerre y ont été construits, comme deux des quatre corvettes de la classe De Cristofaro, les deux frégates de la classe Alpino, les destroyers Impetuoso et Impavido et le croiseur lanceur de missiles Andrea Doria.
En 1966, les deux entreprises de construction navale du groupe Piaggio, Cantieri del Tirreno, avec ses usines de Riva Trigoso et de Gênes, et Cantieri Navali Riuniti, avec ses usines de Palerme et d'Ancône, fusionnent pour former Cantieri Navali del Tirreno e Riuniti, mais à la fin des années 1960, en même temps que la construction navale publique, le groupe a été affecté par l'augmentation des coûts, augmentations qui ont concerné le coût de la main d'œuvre, le coût de l'argent et le coût des matériaux et le groupe a subi de lourdes pertes pour les commandes à prix bloqués prises antérieurement. D'autres raisons de la crise étaient également le manque d'investissements et d'interventions dans l'ingénierie des installations et un conflit exaspéré entre la direction et les travailleurs, en particulier dans le chantier de Palerme, et tout cela a conduit, à l'invitation du gouvernement, à l'intervention de l'IRI, qui, en reprenant le groupe, a demandé au ministère des Participations de l'État, afin de faire face aux nouveaux engagements, d'augmenter le fonds de 680 milliards de lires et, pour ne pas avoir à supporter les dettes passées du groupe, a demandé la procédure spéciale de liquidation, qui a été établie par décret ministériel du 19 août 1970. Avec la conclusion du processus de liquidation spéciale en août 1973, la société Cantieri Navali del Tirreno e Riuniti est passée sous le contrôle de l'IRI.
En 1981, les Cantieri Navali del Tirreno e Riuniti ont repris le chantier naval Muggiano de La Spezia, qui faisait partie du département des constructions militaires, en même temps que le chantier naval Riva Trigoso. Depuis les années 80, les deux chantiers navals travaillent en synergie, en maintenant et en développant de nouvelles phases d'intégration productive, les unités lancées à Riva Trigoso étant équipées et effectuant les essais de pré-livraison à La Spezia comme les unités lancées dans ce chantier.
En 1984, les Cantieri Navali del Tirreno e Riuniti, basées à Gênes et possédant des usines à Riva Trigoso, Muggiano, Palerme et Ancône, ont été incorporées à Fincantieri, qui, en tant que holding financière[2] des entreprises publiques, a repris directement les activités opérationnelles des entreprises qu'elle contrôlait auparavant.
En 2004, le premier porte-avions de la marine italienne, le Cavour, a été mis à l'eau à Riva Trigoso. Ce lancement est entré dans l'histoire pour avoir été le dernier effectué selon la méthode traditionnelle du glissement dans l'eau, car les navires lancés par la suite dans l'usine sont descendus sur une barge avec un remorqueur.

## Liste partielle des navires lancés à Riva Trigoso

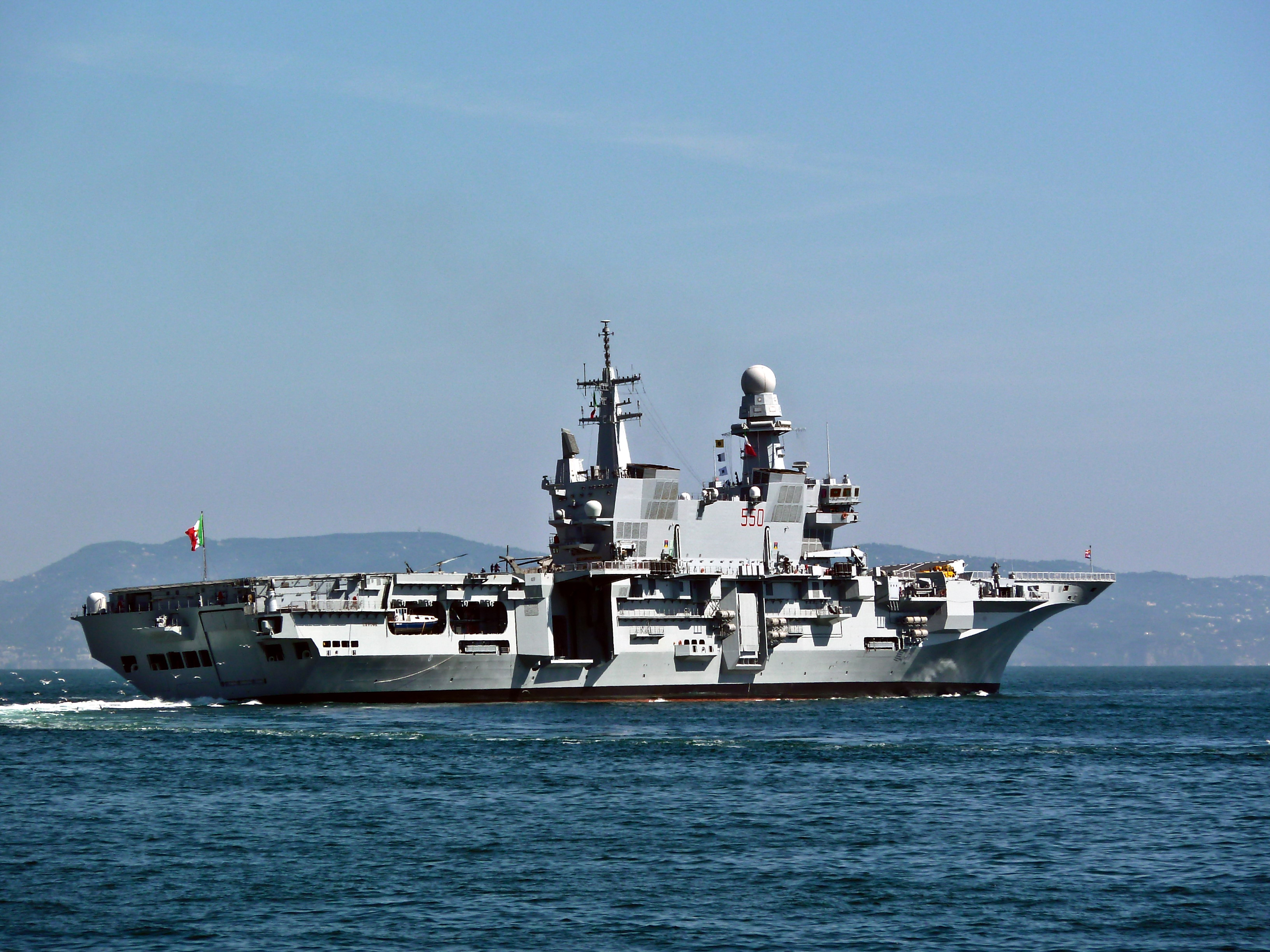
Le porte-avions Cavour à Naples

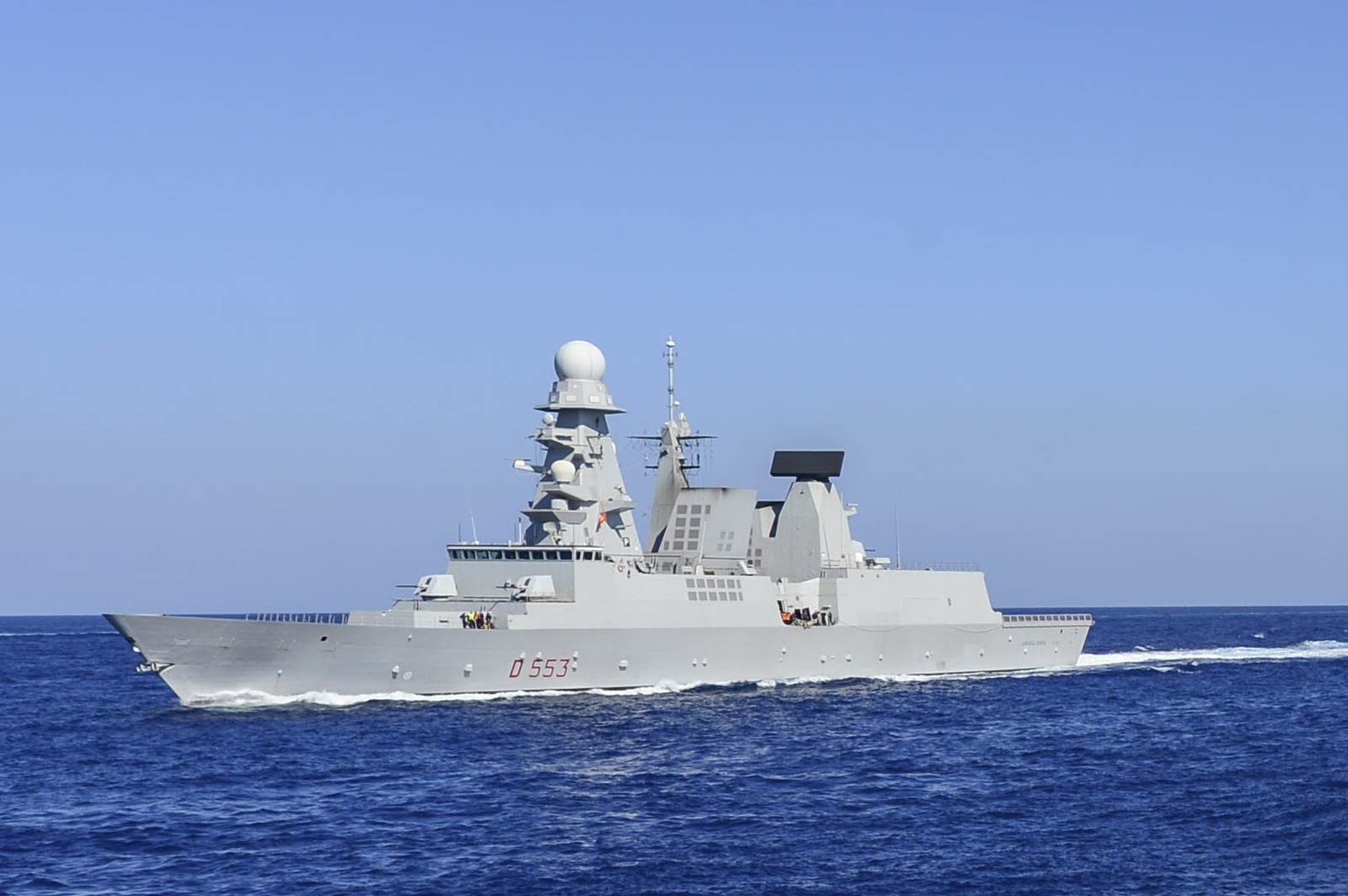
Destroyer Andrea Doria (D 553) en navigation

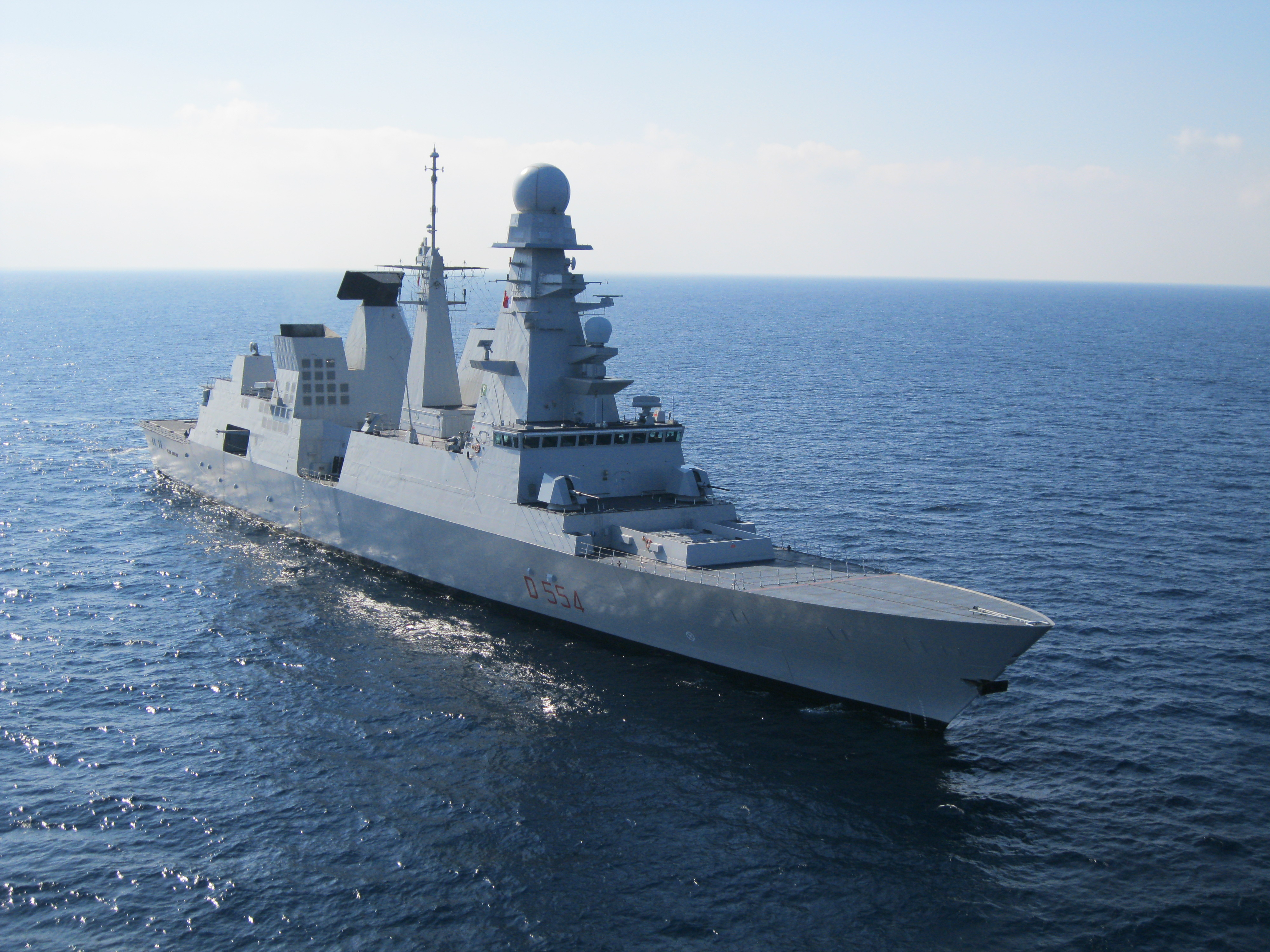
Destroyer Caio Duilio (D 554) en navigation

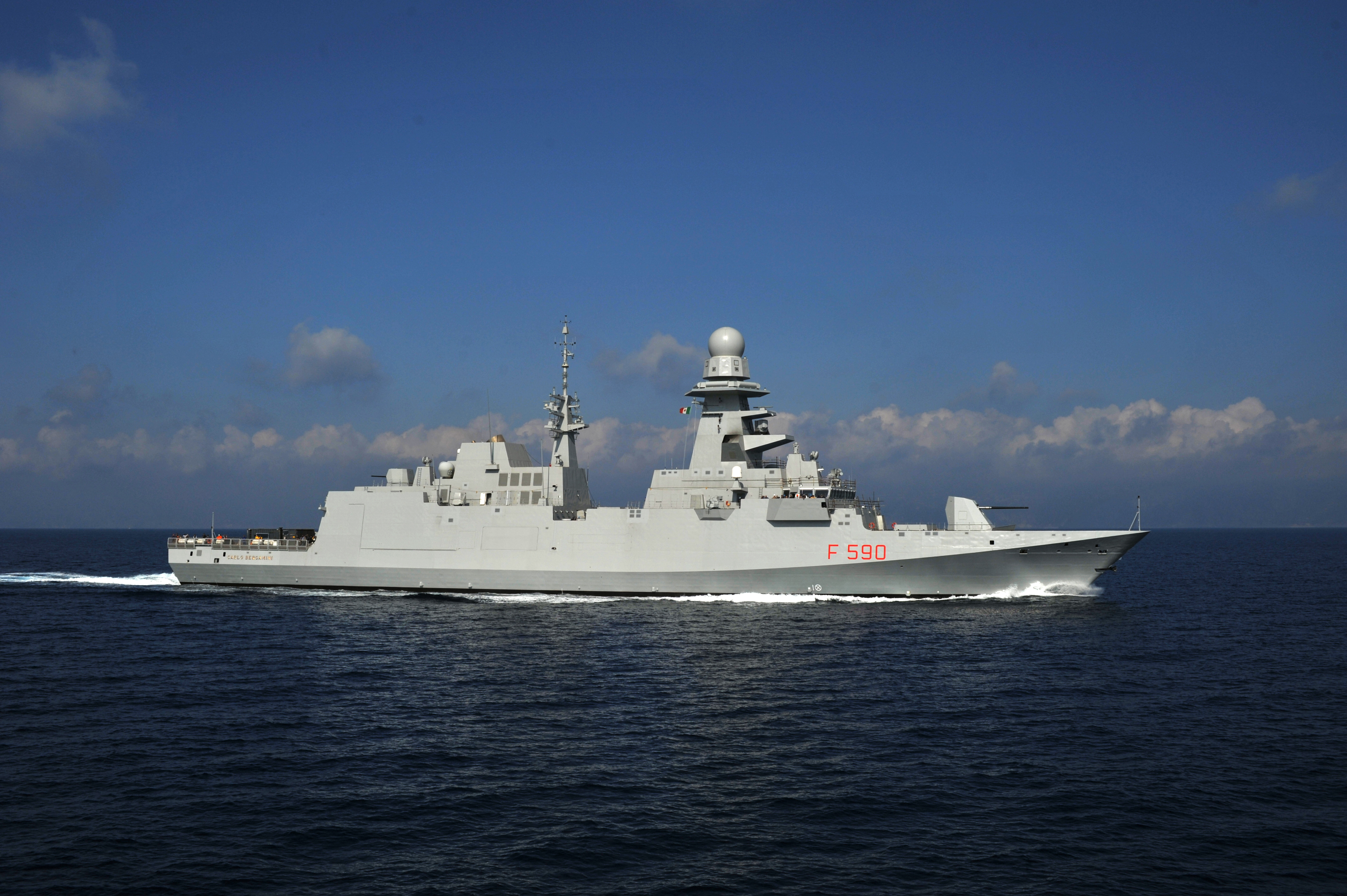
Frégate Carlo Bergamini (F 590) en navigation

### Chronologie
- Dock flottant 1899.
- Navire à vapeur "ZELINA" 1899.
- Navire à vapeur "FLORA" 1899.
- Vapeur postal "FLAVIO GIOIA" mai 1900.
- Vapeur postal "AMERIGO VESPUCCI" juin 1900.
- Vapeur postal "SICILIA" 4 mai 1901.
- Vapeur postal "SARDEGNA" 15 juin 1901.
- Remorqueur "PROVENCAL I" 1901.
- Remorqueur "PROVENCAL II" 1901.
- Navire à voile "IOLANDA" 24 juin 1902.
- Navire à voile "ERASMO" 18 février 1903.
- Navire à voile "REGINA ELENA" juin 1903.
- Goélette brigantine "EMILIA" 1904.
- Navire à vapeur "FLORIDA" 23 juin 1905.
- Navire à vapeur "INDIANA" 10 octobre 1905.
- Remorqueur "ALLIANCE" 1905.
- Navire à vapeur fluvial "DOMINGO" 1905.
- Navire à vapeur "LUISIANA" 18 mars 1906.
- Navire à vapeur "VIRGINIA" 10 septembre 1906.
- Navire à vapeur fluviale "NATALE" 1906.
- Navire à passagers "PRINCIPESSA IOLANDA" 22 septembre 1907 (coulé au lancement).
- Navire à vapeur fluviale "ROSARIO" 1er mai 1908.
- Navire à passagers "PRINCIPESSA MAFALDA" 22 octobre 1908.
- Navire à vapeur cabotier "MADDALENA" 24 septembre 1910.
- Navire à vapeur "ROMA" 31 août 1912.
- Navire à vapeur "TORINO" 1er juillet 1913.
- Goélette à voile "AUSTRALIA" 1913.
- Goélette à voile "NUOVA ZELANDA" 1913.
- Goélette à voile "DANTE A." 29 septembre 1914.
- Navire à vapeur à passagers "DANTE ALIGHIERI" 28 septembre 1914.
- Navire à vapeur à passagers "GIUSEPPE VERDI" 3 août 1915.
- Navire à vapeur "ANGELO TOSO" 1917.
- Navire à vapeur "SESTRI" février 1918.
- Navire à vapeur "SORI" 1918.
- Navire à vapeur  "ROSOLINO ORLANDO" 14 décembre 1919.
- Navire à vapeur à passagers "ESPERIA" 1919.
- Pétrolier "RAPALLO" 1921.
- Pétrolier "BRENNERO" 1921.
- Pétrolier "PETRONIO" 1923.
- Bateau à moteur-citerne "STELVIO" 1924.
- Ponton "ROMANUS" 11 juin 1926.
- Destroyer "NEMBO" 27 janvier 1927.
- Destroyer "EURO" 7 juillet 1927.
- Destroyer ANTONIO DA NOLI 21 mai 1929
- Destroyer "FRECCIA" 3 août 1930.
- Bateau de pêche "COKOЛ (SOKOL)" 18 mars 1931.
- Bateau de pêche "ПAЛTУC (PALTUS)" 31 mars 1931.
- Bateau de pêche "ГAГAPA (GAGARA)" 12 mai 1931.
- Destroyer "TINATZEPE" 26 juillet 1931.
- Destroyer "ZAFER" 20 septembre 1931.
- Destroyer "SAETTA" 17 janvier 1932.
- Destroyer "SCIROCCO" 22 avril 1934.
- Barge de débarquement "GARIGLIANO" 8 mai 1934.
- Destroyer "LIBECCIO" 4 juillet 1934.
- Torpilleur "CANOPO" 1er octobre 1936.
- Torpilleur "CASSIOPEA" 22 novembre 1936.
- Navire-citerne "VOLTURNO" 28 avril 1937.
- Barge de débarquement "TIRSO" 9 mai 1937.
- Transport goudron "VIGNERIA" 16 mai 1937
- Navire-citerne "ISONZO" 9 juin 1937.
- Barge de débarquement "SCRIVIA" 3 juillet 1937
- Destroyer "CARABINIERE" 23 juillet 1938.
- Destroyer "LANCIERE" 18 décembre 1938.
- Bateau de pêche "GENEPESCA I" 24 février 1940.
- Bateau de pêche "GENEPESCA II" 10 avril 1940.
- Navire cargo "MONGINEVRO" 22 septembre 1940.
- Navire cargo "MONVISO" 5 décembre 1940.
- Navire cargo "MONREALE" 29 juin 1941.
- Navire cargo "CATERINA COSTA" 14 avril 1942.
- Navire cargo "INES CORRADO" 24 novembre 1942.
- Torpilleur "IMPAVIDO" 24 février 1943.
- Torpilleur "IMPETUOSO" 20 avril 1943.
- Torpilleur "INDOMITO" 6 juillet 1943.
- Torpilleur "INTREPIDO" 8 septembre 1943.
- Remorqueur "MONT GAUME" 14 février 1946.
- Navire cargo "MARIA STELLA" 25 juillet 1946.
- Navire cargo "SPARTA" 30 décembre 1946.
- Ponton grue "GOLIA" 13 août 1947.
- Ponton grue "GRIFO" 17 février 1947.
- Navire cargo "KUSTBRIS" 13 janvier 1948.
- Ferry-boat "ASPROMONTE" 15 avril 1948.
- Navire cargo "ATLAS" 22 juillet 1948.
- Navire cargo "LANDBRIS" 19 août 1948.
- Navire cargo "MIDAS" 29 septembre 1948.
- Ferry-boat "MONGIBELLO" 30 novembre 1948.
- Remorqueur "IBERIA" 24 avril 1951.
- Navire cargo "ERCTA" 3 juillet 1951.
- Bateau à turbines "AGAMENNON" pour la famille royale grecque 2 février 1953.
- Navire cargo "ATHINAI" 10 septembre 1953.
- Ferry-boat "CARIDDI" 20 octobre 1953.
- Pétrolier à turbines "ESSO LIGURIA" 12 juillet 1954.
- Pétrolier "LIBERIA" 31 juillet 1954.
- Corvette "DIANA" 19 décembre 1954.
- Corvette "FLORA" 25 juin 1955.
- Ferry boat "AETHALIA" 26 février 1956.
- Bateau à turbines "MONBALDO" 6 mai 1956.
- Bateau à turbines "MONDORO" 8 août 1956.
- Navire cargo "GIORGIO PARODI" 25 novembre 1956.
- Navire cargo "DONATELLA PARODI" 6 avril 1957.
- Bateau bananier "MARZIA TOMELLINI FASSIO" 15 juin 1957.
- Pétrolier à turbines "GATUN" 16 novembre 1957.
- Remorqueur "CILE" 24 avril 1958.
- Remorqueur "PERU" 7 juin 1958.
- Pétrolier à turbines "PEDRO MIGUEL" 20 juillet 1958.
- Navire à moteur "FEDERICO PARODI" 31 août 1958.
- Pétrolier à turbines "GIACINTA FASSIO" 22 juillet 1959.
- Navire à turbines "MONFIORE" 29 août 1959.
- Ferry boat "REGGIO" 8 mars 1960.
- Remorqueur "HIMERA" 25 mai 1960.
- Remorqueur "BRASILE" 31 décembre 1960.
- Remorqueur "PABLO FERRES" 15 janvier 1961.
- Remorqueur "CAPO PELORO" 24 juin 1961.
- Navire cargo "MONTELLO" 14 octobre 1961.
- Destroyer "IMPAVIDO" 25 mai 1962.
- Croiseur "ANDREA DORIA" 27 février 1963.
- Bateau de plaisance "ESTER VIII" 22 juillet 1961.
- Bateau de plaisance "ESTER VIII" 23 mai 1964. Ailé et remanié après modifications
- Ferry boat "S. FRANCESCO DA PAOLA" 26 mai 1964.
- Canonnière "FRECCIA" 9 janvier 1965.
- Corvette "PIETRO DE CRISTOFARO" 29 mai 1965.
- Vraquier "DRIN" 19 septembre 1965.
- Ferry boat "WINSTON CHURCHILL" 25 avril 1967.
- Frégate "ALPINO" 14 juin 1967.
- Frégate "CARABINIERE" 30 septembre 1967.
- Ferry boat "KONG OLAV V" 12 mai 1968.
- Ferry boat "PRINSESSE MARGRETHE" 5 août 1968.
- Ferry boat "AALBORGHUS" 2 juillet 1969.
- Remorqueur "RIVA TRIGOSO (Y 443)" 13 septembre 1969
- Remorqueur "PORTO D'ISCHIA (Y 436)" 30 septembre 1969
- Ferry boat "TREKRONER" 27 mars 1970.
- Destroyer "AUDACE" 2 octobre 1971.
- Navire de croisière "SPIRIT OF LONDON" 9 mai 1972.
- Navire de transport bidirectionnel "AGATA" 10 novembre 1973.
- Navire de transport bidirectionnel "PACE" 24 janvier 1974.
- Navire logistique "Stromboli (A 5327)" 20 février 1975.
- Porte-containeurs "TRANSOCEANICA PAOLA" 1º juillet 1975.
- Frégate "Lupo (F 564)" 29 juillet 1976
- Frégate "CARVAJAL" (Marina Militare Peruana) 17 novembre 1976
- Frégate "Sagittario (F 565)" 22 juin 1977.
- Frégate "VILLAVISENCIO" (Marina Militare Peruana) 7 février 1978
- Frégate "Perseo (F 566)" 12 juillet 1978.
- Frégate "MARISCAL SUCRE" (Marina Militare Venezuelana) 28 septembre 1978
- Frégate "ALMIRANTE BRION" (Marina Militare Venezuelana) 22 février 1979
- Frégate "GENERAL SOUBLETTE" (Marina Militare Venezuelana) 4 janvier 1980
- Frégate "ALMIRANTE GARCIA" (Marina Militare Venezuelana) 4 octobre 1980
- Frégate "Maestrale (F 570)" (Marina Militare Italiana) 2 février 1981.
- Frégate "Libeccio (F 572)" (Marina Militare Italiana) 7 septembre 1981.
- Frégate "Scirocco (F 573)" (Marina Militare Italiana) 17 avril 1982.
- Frégate "Aliseo (F 574)" (Marina Militare Italiana) 29 octobre 1982.
- Frégate "Euro (F 575)" (Marina militare italiana) 15 avril 1983.
- Frégate "AL-QADISSIAH" (Marina Militare Irachena) 20 juin 1985
- Frégate "Espero (F 576)" (Marina Militare Italiana) 19 novembre 1983.
- Frégate "Zeffiro (F 577)" (Marina Militare Italiana) 13 juin 1984.
- Corvette "Minerva (F 551)" (Marina Militare Italiana) 25 mars 1986.
- Corvette "Urania (F 552)" (Marina Militare Italiana) 21 juin 1986.
- Navire d'assaut amphibie "San Giorgio (L 9892)" (Marina Militare Italiana) 21 février 1987.
- Navire d'assaut amphibie "San Marco (L 9893)" (Marina Militare Italiana) 10 octobre 1987.
- Destroyer "Luigi Durand de la Penne (D560)" (ex ANIMOSO)" (Marina Militare Italiana) 29 octobre 1989.
- Destroyer "Francesco Mimbelli (D 561) (ex ARDIMENTOSO)" (Marina Militare Italiana) 13 avril 1991.
- Corvette "Sibilla (F 558)" (Marina Militare Italiana) 15 septembre 1990.
- Complexe d'exposition flottant "PADIGLIONE ITALIA" 18 janvier 1992.
- Navire d'assaut amphibie "San Giusto (L 9894)" (Marina Militare Italiana) 2 décembre 1993.
- Ferry rapide "PEGASUS ONE" 24 mars 1996.
- Navire logistique (Navire de ravitaillement de l'escadron) "Etna (A 5326)" (Marina Militare Italiana) 12 juillet 1997.
- Ferry rapide "SUPERSEACAT 4" 13 octobre 1998.
- Ferry rapide "TAURUS" (Tirrenia Navigazione) 28 février 1998.
- Ferry rapide "ARIES" (Tirrenia Navigazione) 10 janvier 1998.
- Ferry rapide "CAPRICORN" (Tirrenia Navigazione) 12 décembre 1998.
- Ferry rapide "SCORPIO" (Tirrenia Navigazione) 17 mars 1999.
- Navire (nouvelle unité de combat mineure) "Comandante Cigala Fulgosi (P 490)" (Marina Militare Italiana) 10 octobre 2000.
- Navire (nouvelle unité de combat mineure) "Comandante Borsini (P 491)" (Marina Militare Italiana) 17 février 2000.
- Navire (nouvelle unité de combat mineure) "Comandante Bettica (P 492)" (Marina Militare Italiana) 23 juin 2001.
- Navire (nouvelle unité de combat mineure) "Comandante Foscari (P 493)" (Marina Militare Italiana) 24 novembre 2001.
- Navire (nouvelle unité de patrouille en haute mer) "Sirio (P 409)" (Marina Militare Italiana) 11 mai 2002.
- Navire (nouvelle unité de patrouille en haute mer) "Orione (P 410)" (Marina Militare Italiana) 27 juillet 2002.
- Navire (nouvelle unité de soutien polyvalente) "Elettra (A 5340)" (Marina Militare Italiana) 24 juillet 2002.
- Porte-avions Cavour 20 juillet 2004
- Destroyer Andrea Doria (Marina Militare Italiana) Première unité (FOC2) de la Classe Orizzonte 14 octobre 2005.
- Ferry rapide "GOTLANDIA II" (REDERI AB GOTLAND) 22 décembre 2005.
- Destroyer Caio Duilio (Marina Militare Italiana) Deuxième unité (FOS2) de la Classe Orizzonte 23 octobre 2007.
- Remorqueur "A. H. Liguria" 21 décembre 2007.
- Remorqueur "A. H. Camogli" 10 juillet 2008.
- Remorqueur "UOS Atlantis" 26 novembre 2008.
- Remorqueur de haute-mer "FATEH" (Marina Militare Irachena) 28 janvier 2009.
- Remorqueur "UOS Columbia" 9 juin 2009.
- Remorqueur de haute-mer "MAJED" (Marina Militare Irachena) 2 juillet 2009.
- Remorqueur "UOS Discovery" 2 septembre 2009.
- Remorqueur "UOS Explorer" 15 octobre 2009.
- Remorqueur "UOS Liberty" 15 février 2010.
- Frégate multi-rôle "Carlo Bergamini (F 590)" (Marina Militare Italiana) Première unité Classe FREMM 16 juillet 2011.
- Frégate anti-sous-marin "Virginio Fasan (F591)", Classe FREMM 31 mars 2012
- Frégate anti-sous-marin "Carlo Margottini (F592)", Classe FREMM 29 janvier 2013
- Frégate anti-sous-marin "Carabiniere (F 593)", Classe FREMM 29 mars 2014
- Frégate anti-sous-marin "Alpino (F 594)", Classe FREMM 13 décembre 2014
- Frégate multi-rôle "Luigi Rizzo (F 595)", Classe FREMM 15 décembre 2015
- Frégate multi-rôle "Federico Martinengo (F 596)", Classe FREMM 4 mars 2017
- Frégate multi-rôle "Antonio Marceglia (F 597)", Classe FREMM 3 février 2018
- Frégate multi-rôle "Spartaco Schergat (F 598)", Classe FREMM 26 janvier 2019
- Frégate multi-rôle "Emilio Bianchi (F 589)", Classe FREMM 25 janvier 2020
- Navire (patrouilleur offshore polyvalent))"Francesco Morosini (P431)", Classe Thaon di Revel 22 mai  2020

### Note
- La frégate "Al-Qadissiah", construite comme une frégate similaire de la classe "Lupo" pour l'Irak, a été, avec ses navires-jumeaux, construite au chantier naval d'Ancône, puis mise sous séquestre et arrêtée à la fin du chantier, puis mise en service pour la marine italienne sous le nom de "Granatiere" depuis 1996 selon une formule contractuelle "As-It-Is" et après avoir effectué des mises à niveau ultérieures.

## Source de la traduction
- (it) Cet article est partiellement ou en totalité issu de l’article de Wikipédia en italien intitulé « Cantiere navale di Riva Trigoso » (voir la liste des auteurs).